# Eleonora Garnett
Eleonora Garnett (née en Estonie en 1902) était une créatrice de mode estonienne naturalisée italienne.

## Biographie
Très jeune, elle est envoyée chez une tante qui tient une petite boutique de tailleur à Moscou. Après la révolution russe, sa famille a déménagé à Shanghai où elle a commencé à travailler pour une couturière.
Elle décide d'affiner son style à Paris auprès du créateur parisien Edward Molyneux. Elle retourne à Shanghai et ouvre avec succès son premier atelier. Elle épouse l'entrepreneur italien Luciano Riggio.
En 1949,elle s'installe aux États-Unis, à New York, où elle ouvre sa propre maison de couture au 47 East 51 St. avant de s'installer définitivement à Rome au début des années 1950, dans l'atelier de la Via di Villa Sacchetti.
En 1953, elle cofonde, avec d'autres grands noms de l'époque (Vincenzo Ferdinandi, Emilio Schuberth, les Sorelle Fontana, Alberto Fabiani, Giovannelli-Sciarra, Mingolini-Gugenheim et Simonetta), le SIAM - Sindacato Italiano Alta Moda, (qui deviendra par la suite la Chambre Nationale de la Mode Italianne). En juillet 1954 elle participe, avec les Sorelle Fontana, Vincenzo Ferdinandi, Emilio Schuberth, Giovannelli-Sciarra et Mingolini-Gugenheim, à Alta Moda a Castel Sant'Angelo (Haute Couture au Château Saint-Ange) dans le château du même nom.
Vittorio Gallo a réalisé, pour Astra Cinematografica, le film documentaire Sete e velluti (Soies et velours) sur la mode italienne des années 1950, filmé dans les ateliers romains des maisons de couture Ferdinandi, Gattinoni et Garnett.
En 2015, le festival du film de Spello, dans le cadre de l'exposition "We are women", l'a incluse parmi les grands stylistes qui ont créé des vêtements pour le cinéma.